# Eleccions presidencials de Corea del Sud de 1987
El 16 de desembre de 1987 es van celebrar eleccions presidencials a Corea del Sud. Van marcar l'establiment de la Sisena República, així com la fi del règim autoritari que havia dominat al país durant tot el temps, excepte la Segona República que durà només un any i un mes, des de la seva fundació en 1948. Van ser les primeres eleccions presidencials directes des de 1971. Durant els quinze anys anteriors, els presidents havien estat triats indirectament per la Conferència Nacional per a la Unificació, un col·legi electoral dominat pel partit governant.
Les eleccions van tenir lloc després d'una sèrie de protestes i abans dels Jocs Olímpics de 1988, que se celebrarien a Seül. Roh Tae-woo, del governant Partit de la Justícia Democràtica, va guanyar les eleccions amb el 37% dels vots. Els dos principals candidats de l'oposició, Kim Young-sam i Kim Dae-jung, van obtenir més del 55% dels vots entre tots dos. La participació dels votants va ser del 89%.

## Context
Les eleccions es van celebrar després d'una sèrie de protestes en tot el país per unes eleccions lliures i justes i per les llibertats civils. Aquest període, del 10 al 29 de juny, es va conèixer com la Lluita Democràtica de Juny, i els manifestants van aconseguir convèncer al règim del llavors president Chun Du-Hwan, i al seu successor designat Roh Tae Woo, que accedissin a les principals demandes i creessin la 9a esmena de la Constitució.

### Procés de revisió constitucional
Sota la presidència de Chun Du-Hwan, es va reescriure la constitució per a mantenir el seu poder i restringir la presidència a un únic mandat de set anys, i es van aprovar lleis com la Llei Bàsica de Premsa, que va tancar centenars de mitjans de comunicació. El document també estipulava que qualsevol esmena per a ampliar el mandat del president no s'aplicaria al titular, la qual cosa excloïa qualsevol intent de permetre que Chun es presentés de nou en 1987.
No obstant això, després de l'èxit de l'opositor Partit Democràtic i de la Nova Corea (NKDP) en les eleccions a l'Assemblea Nacional del 12 d'abril de 1985, es va demanar una revisió constitucional. El 13 d'abril de 1986, Chun va pronunciar un discurs en defensa de la versió actual de la Constitució, en el qual va afirmar que el successor a la presidència seria un membre del seu propi partit, el Partit de la Justícia Democràtica (DJP), i que qualsevol discussió sobre el debat constitucional es posposaria fins al final dels Jocs Olímpics de 1988 a Corea del Sud. El DJP va argumentar que l'oposició estava dividida i no podia actuar com a soci negociador. Creien que la incertesa política perjudicaria tant el muntatge olímpic com a les pròximes eleccions.
Gairebé un mes més tard, el 10 de juny, van esclatar protestes massives en anunciar-se el nomenament de Roh Tae Woo com a successor en la presidència del DJP. El caràcter públic de l'anunci i la mort d'un estudiant universitari torturat per la policia van desencadenar protestes en tota Corea. En les setmanes següents es van celebrar múltiples protestes, i el 29 de juny, Roh va capitular davant les demandes d'esmenes constitucionals, proposant un pla de vuit punts. Incloïa les següents concessions
- Participació directa en les pròximes eleccions presidencials per a tots els ciutadans majors de 20 anys
- Llibertat de candidatures i competència justa
- Amnistia per a Kim Dae-jung i altres presos polítics
- Protecció de la dignitat humana i promoció dels drets humans bàsics
- Llibertat de premsa i abolició de la restrictiva Llei Bàsica de Premsa
- Autonomia educativa i autogovern local
- Creació d'un nou clima polític per al diàleg i el compromís
- Compromís de promulgar reformes socials audaces per a construir una societat neta, honesta i més justa.

La nova esmena constitucional va ser ratificada per l'Assemblea Nacional el 12 d'octubre, i es va sotmetre a referèndum a la població sud-coreana el 27 d'octubre. El 93% dels votants van votar a favor de l'esmena, que va permetre l'elecció directa i democràtica del sisè president de Corea del Sud.